# Bernd Romanski
Bernd Romanski (* 11. April 1959 in Sonsbeck) ist ein deutscher Unternehmensberater und Politiker (SPD). Seit Oktober 2015 ist er Bürgermeister der Stadt Hamminkeln im Kreis Wesel.

## Leben

### Ausbildung und Beruf
Nach dem Abitur wurde er für die Hochtief AG in Essen tätig und absolvierte im Zeitraum von 1979 bis 1982 eine Ausbildung zum Industriekaufmann sowie anschließend ein Studium der Betriebswirtschaftslehre an der Verwaltungs- und Wirtschaftsakademie in Bochum. Von 1982 bis 1991 arbeitete Romanski nun als Kaufmännischer Projektleiter bei der Hochtief AG. Danach war er von 1991 bis 1995 Kaufmännischer Projektleiter beim Mannesmann Demag in Düsseldorf.
Es folgten Manager-Tätigkeiten bei den Firmen Hölter ABT in Gladbeck, Krantz TKT in Bergisch Gladbach, M+W Zander in Stuttgart und zuletzt wieder bei Hochtief in den Jahren 2011 bis 2013. Danach machte er sich mit der Firma BJR Businessconcepts in Hamminkeln als Unternehmensberater selbstständig. Er ist ein stellvertretender Vorsitzender des Nah- und Mittelost-Vereins (NUMOV).
Romanski ist verheiratet und hat drei Kinder.

### Politische Karriere
Romanski ist seit dem 1. April 1975 Mitglied der SPD. Von 1975 bis 1979 war er bei den Jusos in Ringenberg aktiv.
Am 13. September 2015 wurde Romanski mit 52,67 % der abgegebenen Stimmen zum Bürgermeister der Stadt Hamminkeln gewählt. Der bisherige Bürgermeister, Holger Schlierf, hatte auf eine erneute Kandidatur verzichtet.